# „Bibuła” – Tajna Drukarnia Józefa i Marii Piłsudskich
„Bibuła” – Tajna Drukarnia Józefa i Marii Piłsudskich – Oddział Muzeum Józefa Piłsudskiego w Sulejówku, mieszczący się w kamienicy przy ul. Wschodniej 19 w Łodzi, w miejscu dawnej drukarni „Robotnika”.

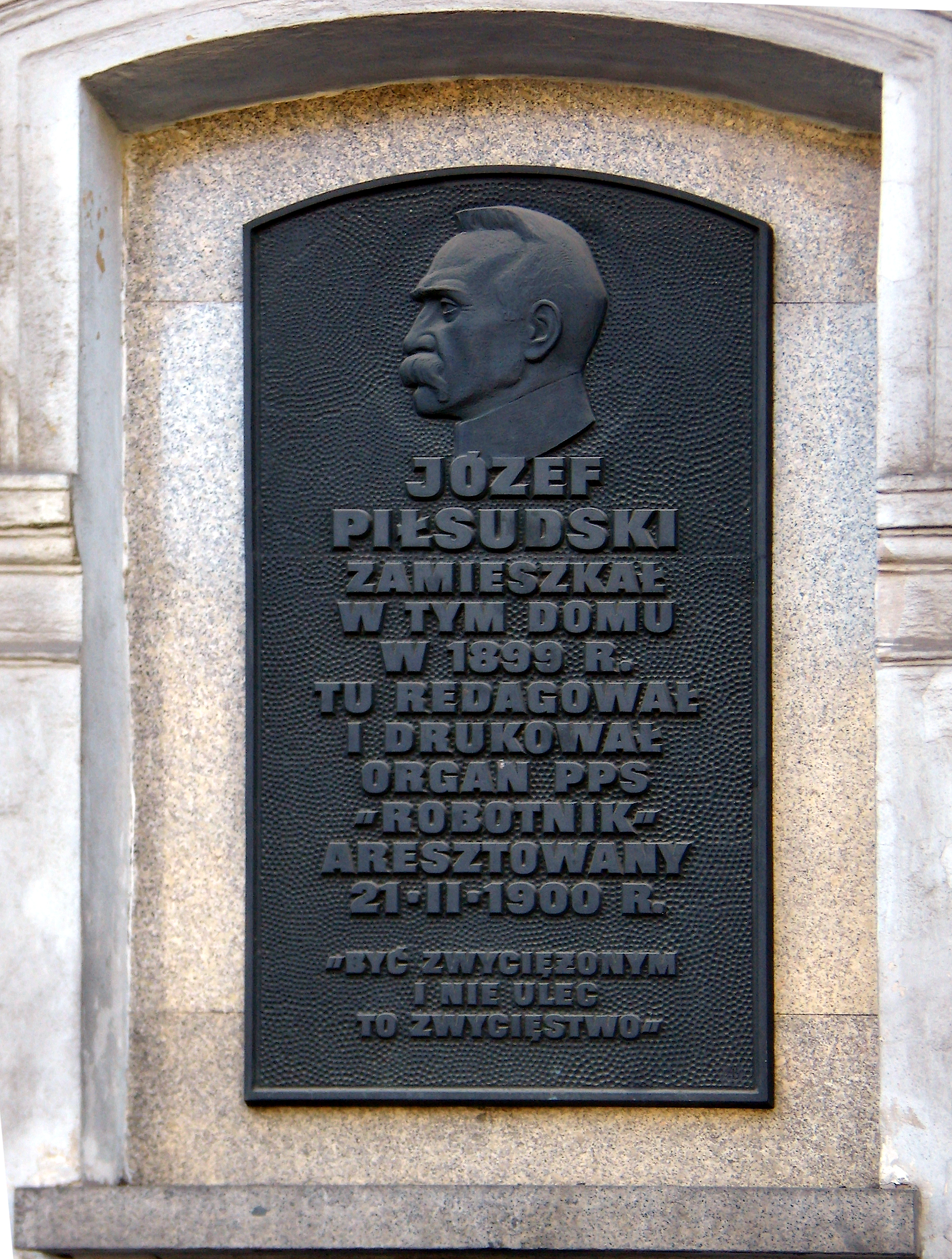
Tablica pamiątkowa poświęcona Józefowi Piłsudskiemu zlokalizowana na ścianie budynku.

## Geneza nazwy
Nazwa muzeum „Bibuła” pochodzi od potocznego określenia używanego do opisania podziemnych wydawnictw.

## Historia miejsca

### Działalność drukarni
Przy ulicy Wschodniej 19 w lokalu nr 4 mieszkali przez pewien czas późniejszy marszałek Polski Józef Piłsudski z żoną Marią Piłsudską, ukrywając się pod przybranym nazwiskiem Dąbrowscy. Małżonkowie przeprowadzili się do Łodzi, gdzie Piłsudski, podający się za prawnika, prowadził wraz z zecerem Kazimierzem Rożnowskim oraz Aleksandrem Malinowskim, umieszczoną na I piętrze tajną drukarnię „Robotnika”. Maszynę drukarską zwykle umieszczano na parterze, aby uniknąć rozchodzenia się dźwięku pracy maszyny po budynku. Wyposażenie tajnej drukarni stanowiła angielska maszyna drukarska Model-Press o wadze ok. 115 kg (ok. 7 pudów), zaprojektowana do druku niskonakładowego, np. zaproszeń, wizytówek i niewielkich ogłoszeń. Na początku 1900 nasiliły się aresztowania i rewizje w domach osób podejrzewanych o działalność konspiracyjną. Około 3:00 w nocy z 21 na 22 lutego 1900, po zdekonspirowaniu wydawnictwa, Piłsudski wraz z żoną Marią został aresztowany. Przyczyną dekonspiracji był jednorazowy zakup większej ilości papieru u jednego dostawcy.

### Powstanie pierwszego muzeum
11 listopada 1938 roku, w mieszkaniu wynajmowanym wcześniej przez Piłsudskich, władze miasta Łodzi otworzyły Muzeum Pamiątek po Pierwszym Marszałku i Wodzu Narodu Józefie Piłsudskim. Na potrzeby realizacji muzeum zrekonstruowano układ pomieszczeń i wyposażenie gabinetu, a także zakupiono maszynę, tożsamą z używanymi w dawnych drukarniach PPS. Obiekt funkcjonował do wybuchu II wojny światowej. Po wojnie mieszkanie służyło celom komunalnym. W 1981 roku w ścianę budynku wmurowano tablicę pamiątkową poświęcona Józefowi Piłsudskiemu, która następnie przez lata stanowiła miejsce składania kwiatów.

### Nowe muzeum
W 2024 po generalnym remoncie kamienicy zrealizowanym przez właściciela nieruchomości – dewelopera Uniqum, lokal dawnej drukarni wykupiło Ministerstwo Kultury i Dziedzictwa Narodowego. 11 listopada 2024 w dawnym mieszkaniu Piłsudskich otwarto oddział Muzeum Józefa Piłsudskiego w Sulejówku o nazwie „Bibuła” – Tajna Drukarnia Józefa i Marii Piłsudskich. W obiekcie zorganizowano wystawę „Walka Słowem”, w ramach której prezentowany jest: dawny salon, gabinet, sypialnia, zabytkowa maszyna drukarska oraz eksponaty związane z działalnością konspiracyjną Józefa i Marii Piłsudskich. Muzeum obejmuje klasyczną ekspozycję muzealną, połączoną z możliwością zwiedzania przy pomocy rozszerzonej rzeczywistości udostępnianej przy pomocy tabletu.